# Escola La Salle Bonanova

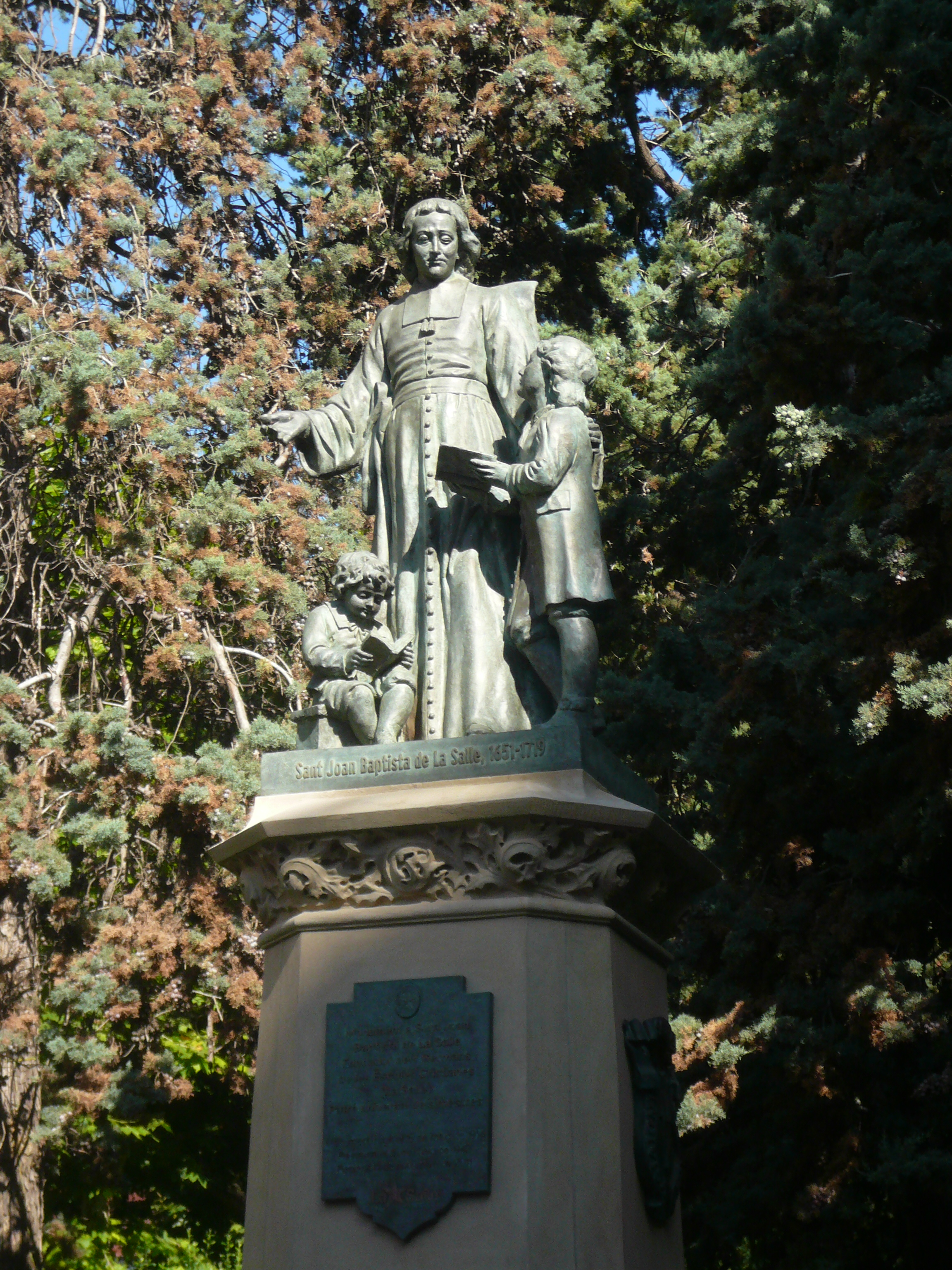
Escultura de Sant Joan Baptista de La Salle a l'entrada de l'escola

El Col·legi La Salle Bonanova és un centre educatiu privat, actualment concertat i mixt, gestionat pels Germans de les Escoles Cristianes situat a Barcelona, al barri de la Bonanova. Fundat el 1889, ha estat considerat un dels deu millors col·legis d'Espanya i el segon millor col·legi de Catalunya segons l'informe del diari El Mundo del curs 2009/2010, i millor escola de Barcelona el curs 2010/2011.

## Història
A principis de 1889 els Germans de La Salle van adquirir la finca Muntadas, que constava d'una torre i espaiosos terrenys, al costat de l'Església de la Bonanova, al peu de la muntanya del Tibidabo i llavors als afores de Barcelona. El mateix any s'inaugurà el Col·legi de pagament, situat a la Torre senyorial. A mitjans d'aquell any es va començar a construir l'edifici principal actual, inaugurat l'any 1892 i que estava pensat per acollir 400 alumnes interns.
L'any 1900 es van organitzar els primers Jocs Florals del Col·legi amb participació del poeta Jacint Verdaguer. El 31 de maig de 1901, en ocasió de la recent canonització de Joan Baptista de La Salle, es va inaugurar la Capella del Col·legi, obra de l'arquitecte Bonaventura Bassegoda i Amigó. Aquest temple va ser el primer dedicat al nou Sant.
El Col·legi sempre ha donat molta importància a la reflexió i innovació pedagògiques i a la creació del sentit comunitari de pertinença. El curs 1903-1904 es va editar la primera Memòria Escolar, que ha continuat publicant-se sense interrupció fins a l'actualitat. I l'any 1914 es va publicar el primer Butlletí Informatiu del Col·legi. L'any 1911 es va fundar l'Associació Bonanova, que agrupa els antics alumnes del Col·legi. L'any 1958 es va posar en funcionament el Laboratori de Psicologia Aplicada, un dels primers de Barcelona, centrat en les edats dels alumnes de l'escola.
Un aspecte històricament destacat de La Salle Bonanova ha estat la diversificació educativa més enllà del cicle bàsic i de batxillerat, oferint estudis universitaris. En el curs 1907-1908 es va construir el Pavelló Terrassa, destinat a formació industrial, i que fou el precedent de l'actual  Escola d'Enginyeria de Telecomunicació, fundada el 1965 i reconeguda oficialment l'any 1970. El 1991 es va integrar a la Universitat Ramon Llull, aprovada per Llei del Parlament de Catalunya. Va ser la primera Universitat privada reconeguda a tot l'estat espanyol. Els Germans de La Salle en són Patrons Fundadors.

### Alguns fets històrics
L'any 1909 el Germà Sant Miquel Febres Cordero es va refugiar en aquest col·legi, durant la Setmana Tràgica del 1909.
En el 1914, en ocasió del vint-cinquè any de la construcció del centre, es va bastir el monument a La Salle, a l'entrada del parc. Al començament de la Guerra Civil Espanyola, dotze Germans dels setanta i dos que formaven la Comunitat en el centre, van morir en testimoniatge de la seva fe.
L'any 1933 passà legalment a dependre de la LAIPSA (La Instrucción Popular SA) i s'anomenà Col·legi Verdaguer, d'acord amb una secularització forçada per la nova legislació. L'any 1936 fou incendiat en part, convertit en caserna (1936-37), escola popular (1937-39) i des de 1938 també fou hospital de guerra. El primer d'abril de 1939, aniversari dels 50 anys de fundació, es van reprendre les activitats escolars.
Durant el curs 1972-1973 s'inicien les primeres Convivències La Salle, que són la Festa Major de la comunitat educativa. El curs 1972-1973 també comença la coeducació al COU. També durant el curs 1972-1973 s'inicia l'AMPA (Associació de Mares i Pares d'Alumnes), que esdevindrà un instrument molt important per al desenvolupament del Col·legi els anys següents, organitzant entre altres coses cursos de formació per als pares.
El curs 1975-1976 es va estrenar la modalitat d'autoservei al menjador del Col·legi, cosa va permetre, entre altres avantatges, la utilització dels antics espais destinats a cuina per a activitats complementàries i formatives. Aquell mateix any la Biblioteca escolar del Col·legi va arribar als cinquanta mil volums.
En el curs 1977-1978 s'inauguren a La Salle Bonanova les primeres Jornades de Cultura Catalana.
L'any 1989 se celebra el Centenari del Col·legi.
L'any 1999 s'inauguren les pistes cobertes del pati.
L'any 1996 l'Ajuntament de Barcelona va concedir a la gran Magnolia grandiflora de l'entrada principal del centre, amb una edat estimada de cent quaranta anys, la distinció d'Arbre d'interès local.
En el curs 2003-2004 es va celebrar el centenari de l'edició de la Memòria Escolar.
En el curs 2005-2006 es va inaugurar l'edifici destinat a l'Educació Infantil.
L'any 2007 entra en funcionament l'Aula Virtual, un sistema d'aprenentatge en línia.
L'any 2010 el col·legi va obtenir el certificat ISO, que regula els aspectes administratius i docents.
L'any 2011 es va remodelar el camp de futbol i es van construir noves places de pàrquing.
L'any 2012 es va restaurar l'estàtua de Sant Joan Baptista de la Salle.
L'any 2013 es va inaugurar la nova Aula Virtual.
Per al 2014, any del 125è aniversari de la fundació el Col·legi, estan previstes diverses celebracions i millores al centre, com els nous vestidors del camp de futbol i millores a l'accessibilitat amb cadira de rodes. S'està remodelant l'edifici Sant Jordi, on s'instal·laran els alumnes de 1r de Batxillaerat.

## Els edificis
El centre disposa de diversos edificis. El 1892 es va inaugurar l'edifici principal, obra de l'arquitecte historicista Ignasi Romañà. El seu estil s'inspira en el gòtic català del Monestir de Poblet, en especial al vestíbul d'entrada i als finestrals. Va ser construït amb pedra de la  muntanya de Montjuïc, com molts dels edificis gòtics importants de Barcelona (la Catedral de Barcelona, Santa Maria del Mar, etc.). L'escultor Manuel Coromines va dedicar l'última etapa de la seva vida a elaborar la filigrana dels nombrosos i artístics capitells de portes i finestres de l'edifici.
L'any 1951 s'enderrocà l'antiga torre Muntadas i van començar unes obres d'ampliació que es van acabar l'any 1954, donant com a resultat el complex edilici actual, que gairebé duplica la superfície original. L'arquitecte de l'ampliació va ser Pedro Ispizua, que va seguir alguns trets de l'estil original de l'edifici principal. L'ampliació es va construir emprant pedra artificial imitant la de Montjuïc, ja no disponible.
En aquests dos edificis s'imparteixen classes d'educació primària, educació secundària i batxillerat. Aquests edificis també disposen, entre altres coses, de nombroses aules d'informàtica amb ordinadors, laboratoris i una capella. En un altre de recent construcció s'hi imparteix educació infantil. El col·legi també disposa de diverses esglésies i d'un ampli teatre.

## Instal·lacions complementàries
La Salle Bonanova disposa d'equipaments i col·leccions destacades. En el 1909 el Col·legi va rebre la donació de part de l'Herbari Sennen. Consta de quaranta mil exemplars recollits i classificats pel Germà Sennen entre 1880 i 1937, i es considera un dels millors herbaris existents.
A més de l'herbari el Col·legi disposa d'una gran quantitat de col·leccions exposades en sales pròpies: mineralogia, aus i papallones, i botànica. En aquests museus es disposa de gran quantitat de mostres, de gran valor econòmic i cultural. El museu de papallones, per exemple, compta amb uns quinze mil exemplars de més de 230 espècies diferents. L'escola també té una col·lecció biològica molt remarcable, amb animals dissecats o preservats, esquelets, etc. Aquests museus no es troben oberts al públic, però els alumnes del centre els poden visitar. Com a espais docents complementaris, el col·legi disposa de laboratoris especialitzats en química, biologia i física.
La biblioteca de La Salle Bonanova, composta per més de 50.000 exemplars i a l'abast dels alumnes, de la que se'n poden fer socis, és també digna de menció. Té una part important dedicada a literatura juvenil, i una altra de bibliografia general, amb algunes peces de bibliòfil. Té un horari assignat, obert també en hores de pati.
El curs 1970-1971 va iniciar l'ensenyament intensiu de l'anglès amb noves eines pedagògiques. Actualment és el Langcentre, basat en mitjans audiovisuals i informatitzats.
El teatre de La Salle Bonanova és un dels més grans de la ciutat de Barcelona. Té un aforament total de 1151 seients: 667 a platea (planta baixa) i 484 a l'amfiteatre (primer pis). Hi ha quatre vestidors al costat de l'escenari. Les dimensions de l'escenari són de 7 metres des de la cortina negra de darrere fins al teló i de 8,10 m de bambolines a bambolines en els laterals.
La residència. Durant els anys 70, alumnes interns i residents universitaris convisqueren a La Salle. Al curs 1982-83 es va tancar l'internat, i l'any següent, amb el G. Palom com a director de La Salle Bonanova, es fundà la Residència Universitària. El G. Mas va ser el primer director. Pertany a l'Institut dels Germans de les Escoles Cristianes (La Salle), amb el seu caràcter propi i valors.
Formada per vuit pavellons, la residència va arribar a allotjar 208 estudiants. Amb posterioritat, unes obres de remodelació van reduir la seva capacitat a les 177 places actuals.
Les 153 habitacions han estat reformades els darrers anys, i estan adaptades per a l'estudi i el descans. Totes tenen bany propi, i disposen de taula, cadira, armari i prestatges.
La majoria són individuals, si bé disposem també d'habitacions dobles.
Amb servei propi de cuina, la Residència ofereix esmorzar, dinar i sopar, els set dies de la setmana. Una oferta variada amb menú específic per als residents, i s'atén les possibles necessitats dietètiques particulars.
La recepció de La Salle Bonanova és oberta de dilluns a divendres, de 7 a 21 h. Garanteix el funcionament de la centraleta telefònica, la rebuda de cartes i paquets, claus especials per a sales...

## Instal·lacions esportives
La Salle Bonanova sempre ha donat molta importància a l'esport com a element de formació, i disposa d'instal·lacions adequades a molts esports diferents.
L'any 1972 es va inaugurar el Poliesportiu La Salle, fruit de la reinversió d'una part de la venda del jardí d'accés al Col·legi, sobre el Passeig de la Bonanova. S'utilitza per a activitats de piscina i d'esports coberts (handbol, bàsquet, voleibol).
El centre té un camp de futbol reglamentari de sorra, un dels pocs existents a Barcelona; unes 10 pistes de bàsquet, 4 pistes d'handbol, 3 camps de futbol sala, una pista d'hoquei patins, una pista de patinatge, una sala de judo i arts marcials, i una sala de ping-pong.

## Activitats extraescolars
Com s'ha dit, La Salle Bonanova fomenta l'esport entre els joves, i aquest constitueix de fet una bona part de les activitats extraescolars del centre. Les diferents seccions esportives, que participen en torneigs federats en tots els nivells d'edat, des de prebenjamí fins a sènior, estan agrupades en el Club Esportiu La Salle Bonanova, que té com a lema l'històric Pit i collons. Molts dels equips del Col·legi tenen un paper destacat en les seves respectives competicions.
Menció especial mereix l'equip de bàsquet sènior de La Salle Bonanova de la temporada 1981-82, que va jugar a la Primera Divisió espanyola amb un equip format gairebé del tot per jugadors formats a l'escola, i sense estrangers. En aquell equip havia noms que després van fer carrera a la ACB, com els de Luis Blanco, Pepe Collins, Jordi Puig i Fran Dosaula. A la secció també s'hi han format grans jugadors, com els internacionals a la selecció espanyola Alfonso Martínez i el seu germà José Luis, Javier Sanjuán i Joan Fa Busquets i també Santiago Udaeta.
A més dels esports ja esmentats, el Col·legi té una escola de judo i una d'escacs. Altres activitats extraescolars inclouen els idiomes (últimament s'hi ha afegit el xinès al currículum), el teatre o l'excursionisme, entre d'altres.
A més, la Salle Bonanova té una ONG pròpia, Finestra Oberta, i una altra ONG pertanyent al grup de centres La Salle, anomenada PROIDE, Promoció i Desenvolupament (en Espanyol: PROYDE).